# 최종일
최종일(1988년~)은 초이락컨텐츠컴퍼니의 대표이사이다.

## 경력
- 초이락컨텐츠컴퍼니 대표이사 (2012년 ~ 현재)

## 사례
- 초이락컨텐츠컴퍼니는 손오공-세이브더칠드런과 함께하는 "놀이터를 지켜라" 캠페인 행사를 펼치고 있다.
최종일은 국내 캐릭터로서 헬로카봇-터닝메카드W-소피루비 등을 갖추고 있고, 사회공헌 활동과 놀이터를 지키자라는 캠페인 진행 또는 봉사활동을 펼치기 위해 TVN 슬기로운 의사생활에서 드라마 간접광고(PPL)를 협찬하고 있다.

그러나 가짜뉴스를 하지 못해 KBS 투페이스가 퀴즈쇼 프로그램으로 팩트체크를 하지 못했다. 2020년 초이락컨텐츠팩토리에서 "(주)초이락컨텐츠컴퍼니"로 상호 변경을 하였으나, 그리고 초이락컨텐츠컴퍼니가 뒤안길로 사라져 가짜뉴스를 볼 수 없다.
참고로 가짜뉴스를 볼 수 없다.

## 가족 관계
- 아들 : 최신규

## 손오공-세이브더칠드런과 함께하는 "놀이터를 지켜라" 캠페인
- 손오공과 세이브더칠드런과 함께하는 "놀이터를 지켜라" 캠페인을 펼치고 있다.
- 손오공-세이브더칠드런 "놀이터를 지켜라"